# Lucia Joyce
Lucia Anna Joyce (Trieste, actual Italia, 26 de julio de 1907 - Northampton, Inglaterra, 12 de diciembre de 1982), conocida como Lucia Joyce, fue una bailarina profesional, hija del escritor irlandés James Joyce y de Nora Barnacle.

## Biografía
El italiano fue la primera lengua de Lucia (escrito sin acento, a la italiana) y la que usaba para escribirse con su padre. Estudió ballet en la adolescencia, llegando a merecer practicar con la famosa bailarina Isadora Duncan (tomó clases con su hermano, Raymond Duncan). Lucia empezó a mostrar síntomas de enfermedad mental en 1930, hacia la época en que conoció al escritor Samuel Beckett, asistente de su padre a la sazón, con quien tuvo una relación amorosa. La enfermedad de ella motivó el alejamiento de Beckett. Éste confesaría más tarde a su amiga Peggy Guggenheim que «estaba muerto y que no tenía sentimientos humanos»; esa era la razón por la que no había sido capaz de enamorarse de Lucia. A petición del nieto de James Joyce, Stephen Joyce, Samuel Beckett quemó todas las cartas de su relación con ella y muchas de las cartas entre ella y su padre. En 1934, el psiquiatra suizo Carl  Gustav Jung atendió a Lucia como paciente. Poco después, Lucia fue diagnosticada con esquizofrenia en la clínica psiquiátrica Burghölzli de Zúrich. Murió en 1982, en el St Andrew's Hospital de Northampton, Inglaterra.
Su estado mental, así como la documentación relativa al mismo, ha sido objeto de un estudio reciente a cargo de Carol Loeb Shloss, quien considera que Lucia de alguna forma fue la musa inspiradora de Finnegans Wake, la última obra de su padre. El estudio hace referencia a las cartas entre Lucia Joyce y su padre, y se convirtió en motivo de un litigio por uso indebido interpuesto por la testamentaría de James Joyce. El litigio se resolvió el 25 de marzo del 2007.
Carol Shloss cuenta que Carl Jung, después de leer Ulises, pensó que el padre también sufría de esquizofrenia. Jung afirmó que ambos, padre e hija, se deslizaban al fondo de un río, sólo que él sabía bucear y ella se hundía irremediablemente. El tipo de relación que mantenía Joyce con su hija esquizofrénica es desconocido, debido a que el heredero actual de Joyce, Stephen Joyce, quemó los miles de cartas que se escribieron padre e hija, cartas recibidas por él a la muerte de Lucia, en 1982. Stephen Joyce afirmó en una carta al editor del New York Times: «En cuanto a la destrucción de la correspondencia, se trataba de cartas personales dirigidas por Lucia a su familia. Fueron escritas muchos años después de morir Nonno y Nonna [es decir, Joyce y Nora Barnacle] y no se referían a ellos. También fueron destruidas algunas tarjetas postales y un telegrama de Samuel Beckett para Lucia. Esto se hizo a requerimiento del propio Beckett por escrito.»
En 2004 se estrenó en el West End londinense una obra inspirada en la relación de Lucia con Samuel Beckett: Calico, escrita por el dramaturgo británico Michael Hastings.